# Gavrilo Princip
Gavrilo Princip (ook wel Gabriël Princip; Servisch Cyrillisch: Гаврило Принцип) (Obljaj, 25 juli 1894 – Theresienstadt, 28 april 1918) werd bekend als de moordenaar van aartshertog Frans Ferdinand van Oostenrijk, een daad die de directe aanleiding voor de Eerste Wereldoorlog vormde.

## Levensloop
Princip was de zoon van een postbode en het vierde kind in een reeks van negen kinderen, van wie er zes in hun eerste levensjaar overleden. In 1907 ging hij naar de handelsschool in Sarajevo, de hoofdstad van Bosnië-Herzegovina. Hij zat in klas 1b, met 41 andere leerlingen, van wie de meesten uit de plaatselijke handelselite of ambtenarij kwamen. Princip was in die tijd nog niet bezig met politiek. Hij hield wel erg van boeken; al sinds zijn kinderjaren op het platteland van Grahovo.
Maar Princip hield niet van de handelsschool en ging in 1910 naar het gymnasium van Tuzla. Deze overstap viel hem zwaar en hij gedroeg zich slecht. Princip werd overgeplaatst naar het Eerste Gymnasium van Sarajevo, waar hij zijn studie ook afrondde. Vanaf 1911 begonnen zijn idealen zich te vormen, bijvoorbeeld door de zelfmoordaanslag van Bogdan Žerajić een jaar daarvoor.
Na het gymnasium voegde hij zich bij de geheime Bosnisch-Servische nationalistische beweging, de Zwarte Hand. De twee daaropvolgende jaren wijdde hij aan deze beweging.
In 1912 had Princip geprobeerd dienst te nemen in het Servische leger dat op het punt stond Macedonië binnen te vallen. Hij werd echter door majoor Tankosić geweigerd omdat deze hem te klein en te zwak vond, waarbij deze ook het dreigement toevoegde hem een pak slaag te laten geven indien hij niet direct wegging. Diep vernederd keerde Princip terug, met het voornemen te bewijzen dat ook hij een daad kon stellen, en beslist niet klein en zwak was. Het toeval wilde dat het juist Tankosić was die twee jaar later de Zwarte Hand van wapens en vergif zou voorzien.

## De moord
Op 28 juni 1914 zouden de Oostenrijks-Hongaarse troonopvolger Frans Ferdinand en zijn vrouw Sophie Chotek de hoofdstad Sarajevo van het sinds 1908 door Oostenrijk-Hongarije geannexeerde Bosnië bezoeken. De dag was echter ongelukkig gekozen, want op 28 juni herdacht men in het naburige Servië het einde van de Servische onafhankelijkheid in de middeleeuwen na de slag op het Merelveld in 1389.
Princip en twee medestudenten broedden een plan uit om Frans Ferdinand te liquideren en legden dit plan voor aan de leiding van de Zwarte Hand. Deze reageerde terughoudend, maar bezorgde het drietal toch een aantal wapens en cyanidecapsules. Een aantal leden van de Zwarte Hand stond klaar langs de route om Frans Ferdinand te vermoorden. Toen, na lang wachten, de stoet langskwam, gooide een van hen een handgranaat naar de auto van de troonopvolger. De handgranaat werd weggeslagen door Frans Ferdinand of stuiterde uit de auto. Hij kwam vervolgens onder een er achter rijdende auto met officieren terecht en ontplofte na 10 seconden. Drie officieren raakten gewond. Princip en zijn maten waren ontmoedigd door de mislukking en gaven er de brui aan. Princip zelf droop af en ging naar de delicatessenzaak van ene Moritz Schiller.
Ferdinand stond erop de dag af te werken volgens de agenda, maar veranderde later van gedachten; hij wilde naar het ziekenhuis om de gewonde officieren te bezoeken. Zijn chauffeur nam echter de verkeerde afslag, waardoor het gezelschap oog in oog kwamen te staan met Princip, die net uit de delicatessenzaak kwam. Voor Princip kwam deze ontmoeting uiteraard geheel onverwacht, maar toch zag hij zijn kans schoon. Hij trok zijn pistool, en vuurde drie schoten af. Sophie werd in de buik getroffen, en daarna werd Ferdinand geraakt in de hals. De derde kogel was eigenlijk bedoeld voor Oskar Potiorek, militair gouverneur van Bosnië. Sophie en Ferdinand overleden; ze lieten drie kinderen achter. Princip slikte de cyanide (cyaankali) die hij gekregen had, maar braakte ze uit. Hij trachtte dan zich door zijn hoofd te schieten, maar omstanders sloegen hem het pistool uit zijn hand.

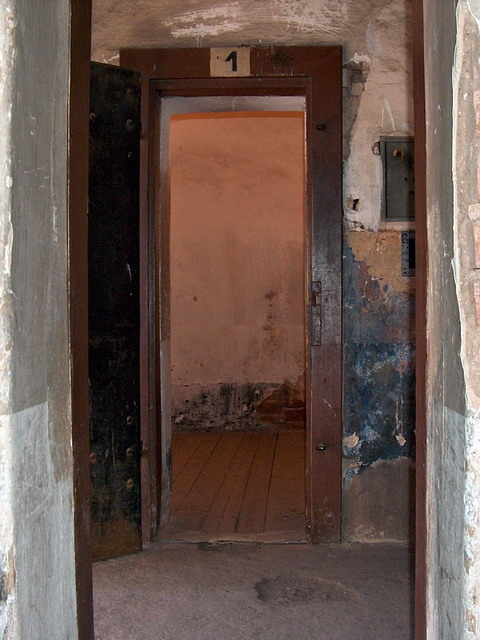
De cel waarin Princip twee jaar verbleef

De aanslag was knullig opgezet en het slagen van de moord was eigenlijk vooral te danken aan toeval. Door het toeval dat Frans Ferdinand besloot de officieren in het ziekenhuis te bezoeken, dat de chauffeur de verkeerde afslag nam en stilstond, en dat Princip toevallig door de voordeur van de delicatessenzaak naar buiten stapte, kon Princip de kroonprins van zijn leven beroven. Hierdoor werd een keten van gebeurtenissen in gang gezet die leidde tot de Eerste Wereldoorlog.

## Rechtszaak en gevangenschap
Tijdens de rechtszaak in Sarajevo werd Princip op 28 oktober 1914 veroordeeld tot twintig jaar gevangenisstraf, de maximale straf voor iemand jonger dan twintig jaar. Een aantal van zijn vrienden - waaronder zijn beste vriend Danilo Illić - waren al wel meerderjarig, en werden daarom opgehangen. Waarschijnlijk had Princip al tuberculose opgelopen voordat hij in de gevangenis kwam. Enige tijd later moest zijn rechterarm worden geamputeerd als gevolg van bot-tuberculose.
Hij verbleef in de gevangenis in Theresienstadt. Hij werd er in isolatie gehouden, was altijd geketend en mocht geen bezoek ontvangen. In zijn cel had hij met een lepel in de wand gekrast: "Onze geesten sluipen door Wenen, fluisteren in de paleizen en laten de heren sidderen." Volgens zijn psychiater, Dr. Pappenheim, werd hij echter verteerd door schuldgevoel over wat zijn daad in gang had gezet, vooral betreffende de gevolgen voor zijn eigen landgenoten. Na bijna vier jaar gevangenschap overleed hij in een ziekenhuis vlak bij de gevangenis, een half jaar voor het einde van de oorlog. Hij werd begraven in Theresienstadt, maar in 1939 opgegraven door Joegoslavische studenten en meegenomen naar Sarajewo. Daar werd hij herbegraven op de Orthodoxe begraafplaats Kosevo.

## Varia
- De Zweedse powermetalband Sabaton bracht in 2022 het album The War To End All Wars'' uit. Het openingsnummer Sarajevo beschrijft de aanslag en het begin van de daarop volgende oorlog.
- In het nummer All For You Sophia van de band Franz Ferdinand zit een aantal verwijzingen naar de moord.
- Op het album Iets van een Clown van Herman van Veen, staat het door Rob Chrispijn geschreven Princip, dat over de moord gaat.